# Nari Gunung Satu
Nari Gunung Satu is een bestuurslaag in het regentschap Karo van de provincie Noord-Sumatra, Indonesië. Nari Gunung Satu telt 493 inwoners (volkstelling 2010).